# Tiernowaja Pogoriełowka
Tiernowaja Pogoriełowka (ros. Терновая Погореловка) – wieś (dieriewnia) w Rosji, w obwodzie riazańskim, w rejonie prońskim. W 2010 liczyła 27 mieszkańców.